# Witold Karol Wiśniewski
Witold Karol Edward Maria Alexander Wiśniewski herbu Prus I (ur. 3 maja 1862 w Krystynopolu, zm. 8 stycznia 1901 w Asyżu) – hrabia, teolog, ksiądz katolicki, szambelan papieski.
Witold Wiśniewski urodził się 3 maja 1862 w Krystynopolu, w polskiej rodzinie arystokratycznej Wiśniewskich herbu Prus.
Był synem hrabiego Tadeusza Wiśniewskiego i hrabianki Julianny von Stadion-Warthausen und Thannhausen.
9 lipca 1895 przyjął święcenia kapłańskie. W 1897 został szambelanem papieskim.